# The Belle Vue
The Belle Vue (en español: La hermosa Vida) es el primer Extended play lanzado por el dúo Hurts con el fin de promocionar su álbum debut, Happiness, el EP cuenta con sus dos primeros sencillos, Better Than Love y Wonderful Life, y un remix de cada uno, Better Than Love (Jamaica Remix) y Wonderful Life (Arthur Baker Remix).

## Listado de canciones
- Wonderful Life (Radio Edit)
- Wonderful Life (Arthur Baker Remix)
- Better Than Love (Radio Edit)
- Better Than Love (Jamaica Remix)